# Antony Ratier

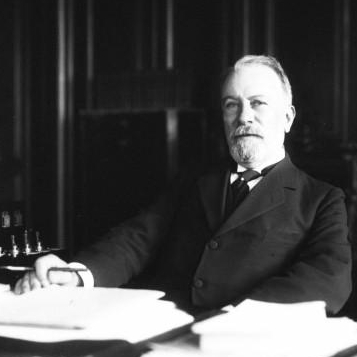
Antony Ratier (1913)

Antony Ratier (* 29. Juni 1851 in Buzançais, Département Indre; † 9. August 1934 in Palluau-sur-Indre, Département Indre) war ein französischer Politiker der ARD (Alliance républicaine démocratique) und der Fédération des gauches, der zwischen 1894 und 1933 Mitglied des Senats sowie 1913 und erneut 1924 Justizminister war.

## Leben
Antony Ratier begann nach dem Besuch des Lycée in Châteauroux ein Studium der Rechtswissenschaften und nahm nach dem Abschluss mit einer Licence de droit eine Tätigkeit als Rechtsanwalt auf und war zwischen 1870 und 1871 Attaché von Justizminister Adolphe Crémieux. 1877 zog er nach Paris und gründete Sozialwerke im 9. Pariser Arrondissement, dem Arrondissement de l’Opéra. Seine Kandidaturen für ein Mandat im Stadtrat von Paris 1885 sowie für ein Mandat in der Abgeordnetenkammer (Chambre des députés) für das Département Indre am 4. Oktober 1885 und am 22. September 1889 blieben jeweils erfolglos.
Bei der Wahl am 3. Juni 1894 wurde Ratier im Département Indre erstmals zum Mitglied des Senats (Sénat) gewählt und gehörte diesem nach seinen Wiederwahlen am 3. Januar 1897, 7. Januar 1906, 11. Januar 1920 und 6. Januar 1924 bis zum 9. Januar 1933 an. Während seiner langjährigen Senatsmitgliedschaft war er von 1897 bis 1899 Sekretär des Senats sowie zwischen 1912 und 1913 erstmals Vizepräsident des Senats und damit Stellvertreter von Senatspräsident Antonin Dubost. Er schloss sich der 1901 gegründeten Demokratischen Republikanischen Allianz ARD (Alliance républicaine démocratique) an, die 1911 in Demokratische Republikanische Partei PRD (Parti républicain démocratique) umbenannt wurde. Im Kabinett Barthou übernahm er zwischen dem 22. März und dem 9. Dezember 1913 erstmals das Amt als Justizminister und als Siegelbewahrer von Frankreich (Garde des sceaux).
Antony Ratier, der der am 13. Januar 1914 auf Initiative von Aristide Briand, Louis Barthou, Henry Chéron und Jean Dupuy gegründeten Föderation der Linken (Fédération des gauches) beigetreten war, bekleidete von 1922 bis 1925 noch einmal den Posten des Vizepräsidenten des Senats und war damit Stellvertreter der Senatspräsidenten Léon Bourgeois (1922 bis 1923), Gaston Doumergue (1923 bis 1924) beziehungsweise Justin de Selves. In dieser Zeit übernahm er im Kabinett François-Marsal zwischen dem 9. und dem 14. Juni 1924 abermals das Amt des Justizministers.